# Tim Smith
Pour les articles homonymes, voir Smith.
Tim Smith (né le 21 juillet 1981 à Rochfort Bridge, dans la province de l'Alberta au Canada) est un joueur professionnel canadien de hockey sur glace.

## Carrière de joueur
Il est choisi au 9e tour des Canucks de Vancouver lors du repêchage de la Ligue nationale de hockey de 2000. Après une carrière au niveau junior, il se joint à l'Inferno de Columbia de l'ECHL en 2002-2003. Il y joua lors des deux saisons qui suivirent tout en étant amené à évoluer pour le Moose du Manitoba de la Ligue américaine de hockey en tant que substitut.
En 2005-2006, il joua pour le Wölfe Freiburg en Allemagne avant de signer pour le Kangwon Land, club de la Corée du Sud. Il y joua deux saisons avant de signer pour un club suisse. Il n'y resta que quelques parties, terminant la saison 2008-2009 avec le EC Bad Tölz dans la 2. Bundesliga.
En 2009-2010, il fit un retour avec le High1 en Asie.

## Statistiques
| Saison    | Équipe                   | Ligue                   |    | Saison régulière | Saison régulière | Saison régulière | Saison régulière | Saison régulière |    | Séries éliminatoires | Séries éliminatoires | Séries éliminatoires | Séries éliminatoires | Séries éliminatoires |
| Saison    | Équipe                   | Ligue                   | PJ | B                | A                | Pts              | Pun              | PJ               | B  | A                    | Pts                  | Pun                  |                      |                      |
| 1998-1999 | Chiefs de Spokane        | LHOu                    | 57 | 5                | 20               | 25               | 21               | -                | -  | -                    | -                    | -                    |                      |                      |
| 1999-2000 | Chiefs de Spokane        | LHOu                    | 71 | 26               | 70               | 96               | 65               | 15               | 7  | 7                    | 14                   | 32                   |                      |                      |
| 2000-2001 | Chiefs de Spokane        | LHOu                    | 38 | 19               | 37               | 56               | 65               | -                | -  | -                    | -                    | -                    |                      |                      |
| 2000-2001 | Broncos de Swift Current | LHOu                    | 30 | 12               | 22               | 34               | 38               | 19               | 10 | 14                   | 24                   | 38                   |                      |                      |
| 2001-2002 | Broncos de Swift Current | LHOu                    | 67 | 28               | 47               | 75               | 123              | 12               | 7  | 6                    | 13                   | 20                   |                      |                      |
| 2002-2003 | Inferno de Columbia      | ECHL                    | 68 | 22               | 37               | 59               | 44               | 17               | 5  | 11                   | 16                   | 16                   |                      |                      |
| 2002-2003 | Moose du Manitoba        | LAH                     | 3  | 0                | 0                | 0                | 0                | -                | -  | -                    | -                    | -                    |                      |                      |
| 2003-2004 | Inferno de Columbia      | ECHL                    | 69 | 33               | 62               | 95               | 112              | 4                | 1  | 3                    | 4                    | 8                    |                      |                      |
| 2003-2004 | Moose du Manitoba        | LAH                     | 1  | 0                | 0                | 0                | 0                | -                | -  | -                    | -                    | -                    |                      |                      |
| 2004-2005 | Inferno de Columbia      | ECHL                    | 19 | 8                | 11               | 19               | 15               | 5                | 0  | 4                    | 4                    | 8                    |                      |                      |
| 2004-2005 | Moose du Manitoba        | LAH                     | 29 | 4                | 0                | 4                | 6                | -                | -  | -                    | -                    | -                    |                      |                      |
| 2005-2006 | Wölfe Freiburg           | 2. Bundesliga           | 51 | 18               | 33               | 51               | 73               | -                | -  | -                    | -                    | -                    |                      |                      |
| 2005-2006 | Wölfe Freiburg           | 2. Bundesliga Playdowns | 10 | 2                | 7                | 9                | 18               | -                | -  | -                    | -                    | -                    |                      |                      |
| 2006-2007 | Kangwon Land             | Asia League             | 33 | 30               | 30               | 60               | 113              | 6                | 2  | 9                    | 11                   | 68                   |                      |                      |
| 2007-2008 | High1                    | Asia League             | 30 | 23               | 23               | 46               | 48               | 3                | 1  | 5                    | 6                    | 2                    |                      |                      |
| 2008-2009 | Lausanne HC              | LNB                     | 9  | 3                | 1                | 4                | 4                | -                | -  | -                    | -                    | -                    |                      |                      |
| 2008-2009 | EC Bad Tölz              | 2. Bundesliga           | 35 | 13               | 16               | 29               | 58               | -                | -  | -                    | -                    | -                    |                      |                      |
| 2009-2010 | High1                    | Asia League             | 35 | 27               | 48               | 75               | 50               | 4                | 1  | 4                    | 5                    | 4                    |                      |                      |
| 2010-2011 | High1                    | Asia League             | 36 | 16               | 29               | 45               | 34               | -                | -  | -                    | -                    | -                    |                      |                      |